# 娜塔莉亞·帕斯捷爾納克·塔施納
娜塔莉亞·帕斯捷爾纳克·塔施纳（英語：Natalia Pasternak Taschner，1976—）是巴西微生物學家、作家和科學傳播者。她是 Instituto Questão de Ciência (IQC)（英語：Question of Science Institute）的第一任院長。她是巴西科學節 Pint of Science 的總監（2016-2019 年）、巴西國家報紙「O Globo」、《懷疑論者》雜誌（英國）和 Medscape (WebMD) 的專欄作家。她還在巴西 CBN 國家廣播電台主持每週兩檔廣播節目“科學時刻”。塔施納也是巴西第一本批判性思考雜誌《Revista Questao de Ciencia》的出版商。
她是聖保羅 Getúlio Vargas 公共管理學院的客座教授，也是聖保羅大學的協同研究者。她是第一位被美國懷疑調查委員會 (CSI) 任命為院士的巴西人，以表彰她對科學、懷疑主義和批判性思維進步的傑出貢獻。她於 2020 年和 2021 年兩次被 IstoE 雜誌評為科學年度巴西人。她被拉丁美洲日報集團評為年度人物，並因在巴西促進懷疑主義和理性思維的努力而被《懷疑論者》雜誌授予奧卡姆獎。
她的兩本科普書籍—《我們日常生活中的科學》榮獲 2021 年巴西國家文學最佳科學圖書獎 (Prêmio Jabuti)，以及《反對現實：科學否認主義、其原因和後果》。她是 BBC 2021 年 100 名巾幗百名上唯一的巴西人，在 Stuart Firestein 教授的提議下，她現在是哥倫比亞大學科學與社會中心的兼職資深研究學者。她的研究重點是如何加強科學傳播、打擊否認和虛假訊息，以及為未來的政策制定者帶來科學思想，並協助建立基於證據的全球政策的全球夥伴關係。

## 教育和職業經歷
塔施纳出生於猶太家庭，是大學教授毛羅·塔施纳(Mauro Taschner) 和蘇珊娜·帕斯捷爾納克(Suzana Pasternak) 的女兒。帕斯捷爾納克於1998年進入聖保羅大學（USP），並於2001年獲得生物科學學士學位。學位-USP），論文題目為「大腸桿菌 RNA 聚合酶的 sigma 因子 S 對鹼性磷酸酶的調節」。 2007 年至 2013 年，她在聖保羅大學完成了細菌分子遺傳學的微生物學博士學位。
1. ↑  Natalia Pasternak Taschner （页面存档备份，存于） – website of São Paulo Research Foundation
2. 1 2  . www.sipa.columbia.edu.   [2022-09-29]. （原始内容存档于2022-09-29）.
3. 1 2  . BBC News Brasil.   [2022-09-29]. （原始内容存档于2023-02-24） （巴西葡萄牙语）.
4. ↑  . O Globo. July 15, 2020  [March 28, 2021]. （原始内容存档于2022-01-13） （巴西葡萄牙语）.
5. ↑  . Valor Econômico. December 11, 2020  [March 28, 2021]. （原始内容存档于2022-01-13） （巴西葡萄牙语）.